# Luigi d'Isengard
Il barone Luigi d'Isengard (La Spezia, 11 maggio 1843 – La Spezia, 17 novembre 1915) è stato un militare, patriota e presbitero italiano.

## Biografia
La famiglia paterna, di origine tedesca e di tradizioni militari e politiche, insediatasi da Genova alla Spezia a metà del XVIII secolo, aveva sviluppato idee democratiche come peraltro anche quella materna (a cui apparteneva il giacobino Marco).
Figlio del barone Teodoro e di Francesca Federici, dal 6 maggio 1806 si trova affiliato alla loggia massonica San Napoleon che poi partecipò alla fondazione della Loggia Des Apennines di La Spezia.
Già nel 1860 il giovanissimo Luigi tenta di prendere parte alla spedizione garibaldina. Destinato invece dal padre alla carriera militare non è ammesso alla Scuola di Asti e, nel 1861, si arruola nel corpo dei Bersaglieri: il suo reparto viene inviato in Abruzzo con il compito della repressione del brigantaggio. Questa esperienza sarà poi da lui ricordata nelle sue Memorie autobiografiche. È poi a Napoli, in Lombardia, a Livorno.
Nel 1865, a seguito della morte del padre, è congedato, ma l'anno successivo è nuovamente volontario nella Terza Guerra d’Indipendenza guadagnandosi promozioni sul campo.
Ancora nel 1866 si arruola volontario con altri garibaldini e si reca a Creta in rivolta per combattervi per l'indipendenza della Grecia dai Turchi: ferito a Paleocastro è curato ad Atene. Guarito, si reca ad Istanbul dove vive poveramente come insegnante d'italiano e francese e poi come infermiere in un ospedale. Dopo cinque anni riesce a far ritorno in patria.
Nel frattempo è nata in lui la vocazione religiosa sull'esempio del fratello Giuseppe: nel 1877 è consacrato sacerdote, diviene missionario dell'Ordine di San Vincenzo de' Paoli e si dedica all'insegnamento.
Nella sua città natale si trova ad affrontare due volte l'esperienza del colera: nel 1884 e nel 1886 è infermiere e cappellano nel Lazzaretto del Poggio.
Nel 1885 è cappellano di bordo su una nave italiana inviata in Eritrea. Da Massaua è rimpatriato per motivi di salute, ma stende una accurata descrizione dei luoghi e dei costumi nel libro Reminiscenze africane che dedica ad Antonio Stoppani.
Alla Spezia fonda l'Università popolare e si dedica all'insegnamento e all'attività di giornalista, di scrittore e di drammaturgo. Intrattiene anche un intenso rapporto epistolare con Giovanni Pascoli.
Divenuto cieco, muore nella sua piccola casa in Via dei Vici all'età di 72 anni.
La città della Spezia lo ha ricordato dedicandogli una via ed un busto in bronzo nei giardini storici di via Chiodo.

## Opere
- Poesie (1884)
- Reminiscenze africane (1889)
- Cristoforo Colombo, dramma in versi (1892)
- Pagine vissute e cose letterarie (1907)
- Agar, dramma in un atto
- Memorie autobiografiche

## Onorificenze
- Campagna d'Africa
- Attività ospedaliera